# Arenda
Arenda est un terme latin, passé à la fin du Moyen Âge en polonais, hongrois, ukrainien et roumain pour désigner un affermage, bail d'immobilisation ou de prérogatives de la noblesse polonaise, roumaine ou plus rarement hongroise dans l'union polono-lituanienne, dans les principautés danubiennes et dans une moindre mesure dans la Hongrie médiévale. 
Le terme a été adopté avec la même signification en yiddish du XVIe siècle et en hébreu, depuis la variante arendash ou « arendache » (arendasz, rendos, арэндаш, arendaș) pour désigner le bénéficiaire de l'affermage.

## Grande arenda

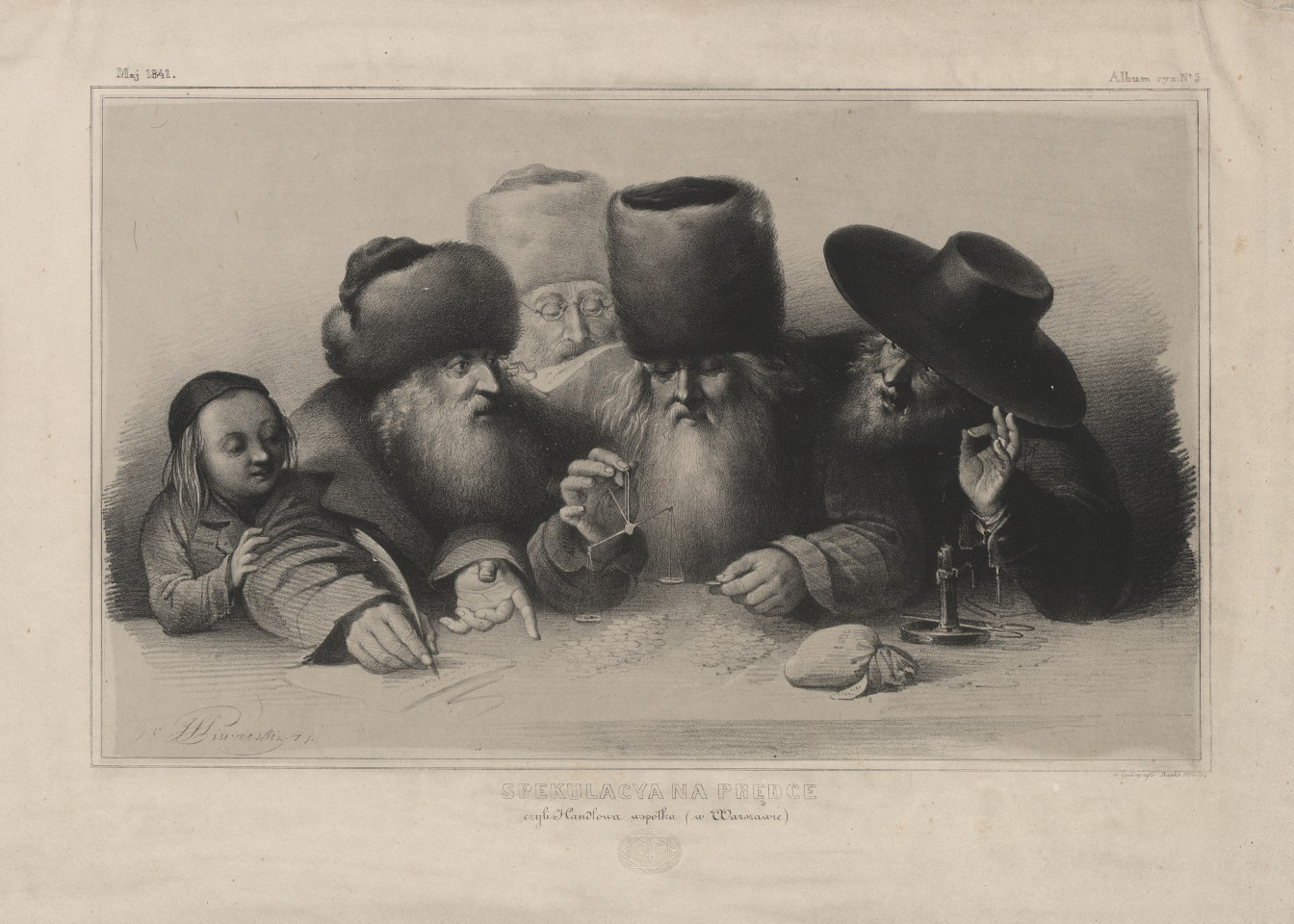
Gravure antisémite polonaise du XIXe siècle montrant des usuriers ou des affermeurs juifs « spéculant », coiffés de leurs schtreimels, kolpiks et spodiks.

Ce terme désigne la location de revenus publics et de monopoles. Dans l'union polono-lituanienne et en principauté de Moldavie, les fermiers étaient souvent des juifs gérant les revenus baux fermiers : terres, moulins, auberges, brasseries, distilleries, mines de sel, domaines agricoles, droits spéciaux comme la perception des droits de douane et des taxes, ainsi que le droit de battre monnaie. Des opérations à grande échelle de ce type ont été menées par les juifs comme Lewko (XIVe siècle) ou Wolchko (XVe siècle) en Pologne, et Moïse Fischer en Moldavie. 
Le nombre de locataires juifs des droits de douane centraux et régionaux et des mines de sel a augmenté au XVe siècle : souvent, les mêmes familles louaient à la fois des domaines céréaliers et des moulins, ou encore des mines et des douanes. En Pologne occidentale, la noblesse possédant plus de capitaux, empêchait les juifs de louer des revenus royaux, activité hautement lucrative. Au fur et à mesure que la puissance des nobles augmentait au cours des XVIe et XVIIe siècles, ils cherchèrent à obtenir le monopole de la location des prérogatives royales.
En 1538, le Sejm polonais interdit la location de revenus royaux aux juifs. Par peur des représailles de la noblesse, le « Conseil juif des Quatre Terres », en 1580, interdit aux Juifs de louer la grande arenda mais aucune de ces dispositions ne fut complètement appliquée. Même là où la noblesse monopolisait le bail des prérogatives royales, il restait un vaste champ pour le capital des juifs dans la location des revenus et des fonctions des villes et des cantons privés. Ces recettes étaient des taxes sur les produits et services, notamment la mouture de la farine, la potasse et le brai, les étangs de poisson et les boissons alcooliques (production et vente), mais parfois le bail de propriétés entières a été impliqué. Tous ces types de baux étaient liés à l’arenda agricole.
Jusqu'au milieu du XVIe siècle, les juifs étaient parmi les principaux locataires des moyens de production en Lituanie, en Russie Blanche et dans ce qui est aujourd'hui l'Ukraine occidentale (territoires alors polonais) ainsi que dans les principautés voisines de Moldavie et Valachie. Dans cette position, ils étaient amenés à exploiter les masses paysannes chrétiennes orthodoxes au nom de la noblesse catholique polonaise ou hongroise ou encore des boyards moldo-valaques, et ces masses asservies ont été périodiquement secouées de jacqueries. Leurs popes ont véhiculé des mythes antisémites, encouragés par le tsarat de Russie orthodoxe, en lutte contre l'union polono-lituanienne. Les cosaques, eux aussi orthodoxes, sont ainsi devenus les « défenseurs » auto-proclamés de ces masses paysannes dont ils étaient issus, et les vecteurs de pogroms dans le sillage de l'expansion russe vers l'Ouest.
En 1569, le Sejm lituanien accorda à la noblesse le monopole des baux en Lituanie, qui comprenait alors les actuelles Biélorussie et Ukraine. Les conséquences économiques de cette interdiction auraient été désastreuses pour les juifs lituaniens, qui se sentaient assez forts pour le défier ouvertement. 
Le Va’ad Medinat Lita (Conseil lituanien) a donc deux fois voté une résolution soutenant le loyer des douanes et des taxes par les Juifs, en déclarant : « Nous avons vu ouvertement le grand danger découlant de l'opération des coutumes chez les mains des Gentils; Dans les mains juives, est un pivot sur lequel tourne toute chose (dans le commerce), puisque les juifs peuvent donc exercer le contrôle ». En Lituanie, les Juifs ont ouvertement tenu des concessions pour la grande arenda, à l'exception du droit de battre monnaie, jusqu'à la fin du XVIIe siècle.
Aux XVIe et XVIIe siècles, les Juifs de la « Russie rouge » (nom allemand, Rothreußen, des anciens territoires de la principauté de Galicie-Volhynie) occupaient aussi une place non négligeable dans le bail des douanes, des mines de sel, des taxes sur les boissons, etc. Les locataires de ces grandes entreprises économiques les confiaient souvent à des sous-locataires. Les registres douaniers de 1580, écrits en hébreu et en yiddish mélangés, attestent que les Juifs faisaient effectivement fonctionner des postes de douane, même là et où fut prononcée l'interdiction de l'affermage douanier à des juifs. En effet, le savoir-faire et l'expertise juive dans ce domaine étaient indispensables. Plus tard, lorsque l'interdiction fut plus sévèrement appliquée, les juifs furent considérés comme des partenaires officieux des locataires chrétiens officiels, souvent des Arméniens.

## Arendaagricole
Ce terme désigne le bail de propriétés foncières (latifundia) ou de branches spécifiques (dans l'agriculture, la sylviculture et la transformation), où les Juifs sont progressivement devenus prédominants en Europe orientale au cours des XVIe et XVIIe siècles. Plusieurs raisons expliquent cette évolution : l'augmentation des exportations de produits agricoles vers l'Europe occidentale (où la lingua franca était l'allemand, proche du yiddish) et le développement des industries de transformation (notamment des boissons alcoolisées). Cela a conduit à l'intégration progressive des terres et des moyens de production aux circuits commerciaux internationaux, alors que, par son éducation, la noblesse montrait peu d'intérêt pour l'administration et la gestion de ses vastes domaines nobiliaires, et manquait à la fois de capitaux et de compétences commerciales. Les grands propriétaires terriens aristocrates se tournèrent donc vers le capital, l'entreprise et l'expertise des fermiers juifs, qui, pour leur part, montrèrent un intérêt croissant pour ces activités à dominante agricole, en raison de la concurrence croissante et des restrictions contre le commerce des Juifs dans les villes.
Ainsi, beaucoup d’arendasz étaient aussi créanciers des propriétaires terriens, qui avaient hypothéqué leurs revenus généraux ou certains revenus spécifiques de leurs domaines, comme la sécurité (zastawna). Dans ce cas, ils ne versaient plus le loyer du bail d'affermage, mais le déduisaient progressivement de la créance. Cependant, cela les mit également en péril du côté de la noblesse chrétienne, qui pouvait être tentée de se débarrasser de ses créanciers juifs à la faveur de l'antisémitisme montant au XIXe siècle ou encore en faisant allégeance, lors des partages de la Pologne, aux Prussiens protestants, aux Autrichiens catholiques mais surtout aux Russes orthodoxes pour obtenir d'eux l'effacement de ses dettes et la limitation des activités économiques juives. En Roumanie, c'est après la jacquerie de 1907 que le gouvernement, après l'avoir réprimée dans le sang, fit adopter par le Parlement des lois visant à améliorer la condition paysanne, dont l'une rend obligatoires les contrats agricoles, tandis qu'une autre interdit le cumul des affermages et la pratique de l'usure auprès des paysans, et une troisième institue une banque d'État : le „Crédit rural”.